# شانجان (إيران)
شانجان هي قرية في مقاطعة شبستر، إيران. يقدر عدد سكانها بـ 571 نسمة بحسب إحصاء 2016.